# Västlands församling
Västlands församling är en församling i Upplands norra kontrakt i Uppsala stift i Svenska kyrkan. Församlingen ligger i Tierps kommun i Uppsala län och ingår i Tierps pastorat.

## Administrativ historik
Församlingen har medeltida ursprung och utgjorde under medeltiden ett eget pastorat för att därefter, åtminstone från 1550-talet, till 1 maj 1918 vara moderförsamling i pastoratet Västland och Tolfta. Från 1 maj 1918 till 2015 utgjorde församlingen ett eget pastorat. Från 2015 ingår församlingen i Tierps pastorat.

## Klockare och organister
| Ämbetstid | Namn             | Levnadstid | Övrigt   |
| --------- | ---------------- | ---------- | -------- |
| 1730      | Johan Ersson     |            | Klockare |
| 1735-1770 | Anders Wåhlström | 1699-1770  | Organist |
| 1775-1800 | Erik Westlund    |            | Organist |
| 1775-1800 | Jan Westlund     |            | Klockare |

## Kyrkor
- Västlands kyrka
- Karlholms kyrka